# バレット食道
バレット食道（英: Barrett's esophagus）は、下部食道の粘膜が扁平上皮から円柱上皮に変化したもの。

## 歴史
1950年にロンドン大学の胸部外科医ノーマン・バレットによって報告され、呼ばれるようになった。

## 病理

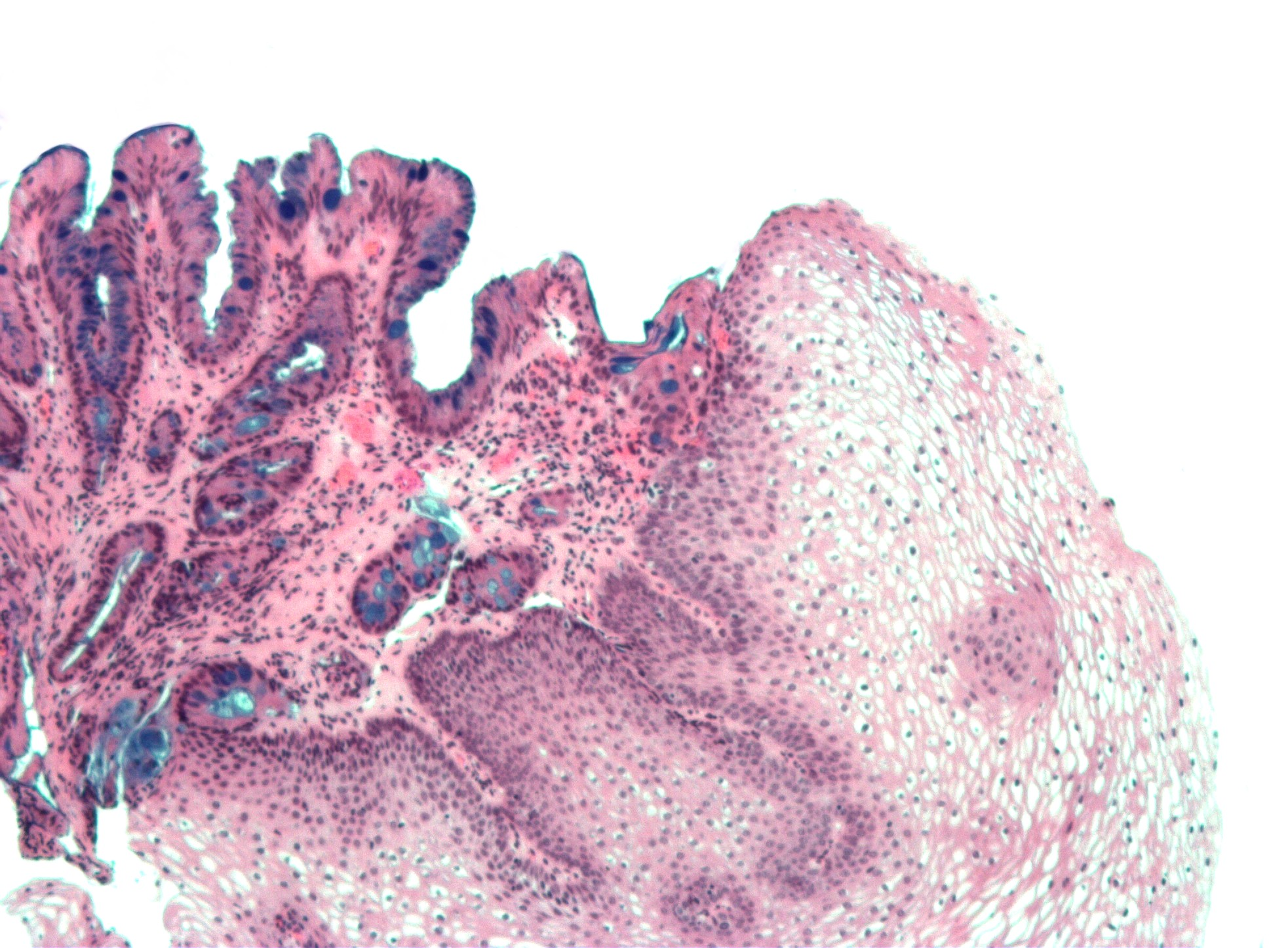

厳格な組織学的、病理学的な定義としては「バレット食道 (Barrett's esophagus) とは食道内に存在する円柱上皮で腸上皮化生を伴ったもの」と定義される。円柱上皮化生と、粘膜筋板の2層化を特徴としている。

## 分類
実臨床で用いられる上部消化管内視鏡観察による診断定義は様々に存在している。食道胃接合部 (EGJ) を超えて食道扁平上皮部分に腺円柱上皮を認めるものとされている。

### プラハ分類
2003年に日米欧を中心とした国際的な研究組織IWGCO (International Working Group for the Classification of Oesophagitis) から発表された分類。
「Prague C & M classification」（プラハ分類）と言われている。
- Esophago gastric junction（EGJ：食道胃接合部）：tops of gastric mucosal folds（胃の襞の上端）
- circumferential extent (C-extent)：EGJから全周性の食道円柱上皮（腸上皮化成）までの距離
- maximum extent (M-extent)：EGJから食道円柱上皮（腸上皮化成）の舌状部分を加えた最大距離

### 日本食道学会
日本食道学会による分類定義は以下である。
- Esophago gastric junction（EGJ：食道胃接合部）：下部食道の柵状血管の下端
- squamocolumnar junction（SCJ：扁平円柱上皮接合部）：食道扁平上皮と胃円柱上皮の境界

### SSBE・LSBE
バレット食道は、その後のバレット腺癌の発生確率から「長さ」によって簡易的に以下のように大別して表現されている。
- SSBE (short segment Barrett esophagus)
  - EGJから連続した円柱上皮が全周性に3cm以内認めるもの
- LSBE (Long segment Barrett esophagus)
  - EGJから連続した円柱上皮が全周性に3cm以上認めるもの

## 要因
胃食道逆流症 (GERD) によって生じており、胃酸と十二指腸液の双方が関与しているとされている。

## 経過
逆流性食道炎症状があれば、制酸薬投与などが行われる。実臨床においては、その後に発生しうる「バレット腺癌」の発生を早期に発見することと、そのための定期的な上部消化管内視鏡検査での定期観察が行われる。
SSBEからは食道癌の発生頻度は稀であるが、LSBEからは食道癌の発生頻度が多い。
欧米ではLSBEが比較的多く、日本ではSSBEが多い。日本の「バレット食道」のほとんどが「SSBE」であり、「LSBE」は稀である。ただ、消化器専門医でも、厳格には「SSBE」とされる症例でも、安易に「LSBE」という診断がなされていることが多い。

## 治療
内視鏡的治療としては、高周波アブレーション、凍結療法などがある。ただし、日本では十分なコンセンサスを得ていない。